# Tipula jocosipennis
Tipula jocosipennis är en tvåvingeart som beskrevs av Alexander 1933. Tipula jocosipennis ingår i släktet Tipula och familjen storharkrankar. Inga underarter finns listade i Catalogue of Life.